# Eerste Leeghwaterstraat 9-11
Eerste Leeghwaterstraat 9-11/Tweede Leeghwaterstraat 20-22 is een complex gebouwen aan zowel de Eerste Leeghwater- als de Tweede Leeghwaterstraat in Amsterdam-Centrum.
Eind 19e eeuw kwam hier een uit de grond gestampte volksbuurt, in dit geval de Czaar Peterstraat, die grote hoeveelheden arbeiders moest herbergen. De gezinnen waren groot en arm, maar de gemeente had te zorgen voor voldoende scholen. Daarom verrezen in die dezelfde Czaar Peterstraat een behoorlijk aantal scholen. Dat die ontwikkeling de kinderrijkheid niet geheel bij kon houden blijkt daaruit, dat op het terrein Eerste Leeghwaterstraat/Tweede Leeghwaterschool/Kraijenhoffstraat jarenlang een noodschool stond. Aan de overkant stond al het schoolgebouw Tweede Leeghwaterstraat 7-9. In 1914 nam de gemeente het besluit het terrein vrij te maken voor een school van tien klassen voor het voorbereidend onderwijs. Omdat het destijds toch aan het eind van de straat lag, kon op het terrein nog een schoolspeelplaats aangelegd worden.  Op 5 oktober 1914 vond de aanbesteding plaats. De bouw wilde niet vlotten, want pas een jaar later, kon een bedrijf ingaan op een aanbesteding van de granitovloer voor de school. De scholen werden destijds ontworpen door de Dienst der Publieke Werken, zonder de specifieke architect te benoemen. 
De gebouwen bleven tot aan de jaren 60 van de 20e eeuw tot school dienen (Kingmaschool). De bijbehorende speelplaats kwam in 1961 in het nieuws toen de speelplaats van de school de 250e openbare speelplaats werd. Een jaar later werd de school omgebouwd tot dagverblijf van gehandicapte kinderen. De Kingmaschool vertrok in de jaren daarna naar elders. Het gebouw kwam leeg te staan, diende een aantal jaren tot buurthuis en dient begin 21e eeuw tot bedrijvencentrum. Het gebouw heeft veel te lijden gehad van graffiti en vernielingen aan de kant van de Tweede Leeghwaterstraat. In 2005 werd het na een opknapbeurt tot gemeentelijk monument benoemd. Opvallend aan het gebouw is de raamvoering van Tweede Leeghwaterstraat 22, deze heeft een Romaanse (ronde) stijl in plaats van rechthoekig in de rest van het gebouw. 